# Umberto I của Ý

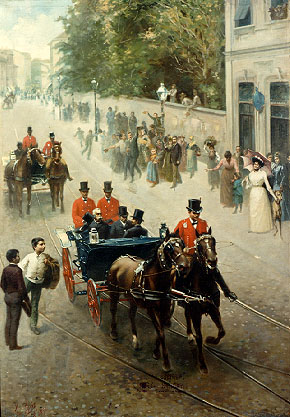
Vụ ám sát Umberto I ở Monza năm 1900

Umberto I hoặc Humbert I (tiếng Ý: Umberto Ranieri Carlo Emanuele Giovanni Maria Ferdinando Eugenio di Savoia, 14 tháng 3 tháng 1844 - 29 tháng 7 năm 1900), là vua của Ý từ ngày 9 tháng 1 năm 1878 cho đến khi qua đời vào năm 1900. Trước khi lên nối ngôi báu, ông học về quân sự và giáp chiến với quân Áo trong cuộc chiến tranh vào năm 1866. Tài năng lãnh đạo của ông được thể hiện qua việc đưa Quân đội Ý thoát khỏi tình cảnh nguy khốn trong trận đánh ở Custoza, làm cho ông trở nên vô cùng được lòng toàn dân. Để đưa đất nước thoát khỏi tình trạng cô lập, ông liên minh với nước Đức và Áo-Hung. Ông cũng phát triển chủ nghĩa thực dân, nhưng ở châu Phi, quân Ý bị quân Ethiopia đánh cho đại bại trong cuộc xâm lược xứ Ethiopia (1896). Ông là vị Quốc vương không được lòng giới cánh tả, đặc biệt là những kẻ vô chính phủ, vì tư tưởng bảo thủ của ông và sự ủng hộ của ông trong vụ thảm sát Bava-Beccaris ở Milan. Ông bị một tên vô chính phủ là Gaetano Bresci giết hại hai năm sau vụ thảm sát.